# Мінікомп'ютер

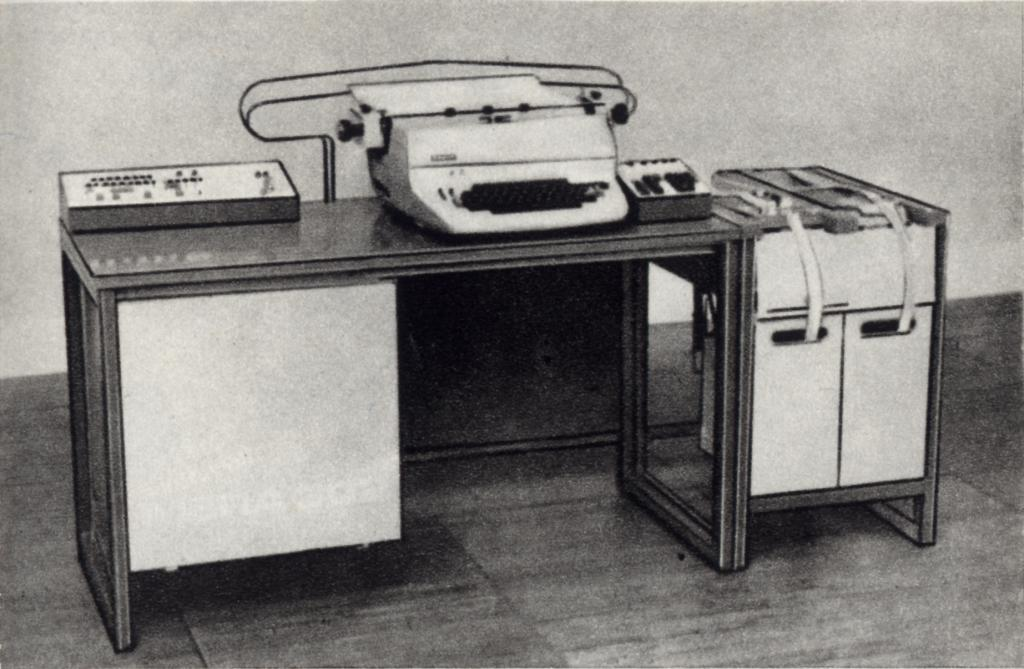
Мінікомп'ютер MERA 302

Мінікомп'ютер — термін, поширений в 1960-1980-х рр.., щодо класу комп'ютерів, розміри яких варіювалися від шафи до невеликої кімнати. З кінця 1980-х років повністю витіснені персональними комп'ютерами, які мали назву «мікрокомп'ютери» в рамках старої класифікації.
Приклади:
- Електроніка 60 (СРСР)
- PDP-11 (США)
- СМ ЕОМ